# Golpe de Estado na Bulgária em 1923

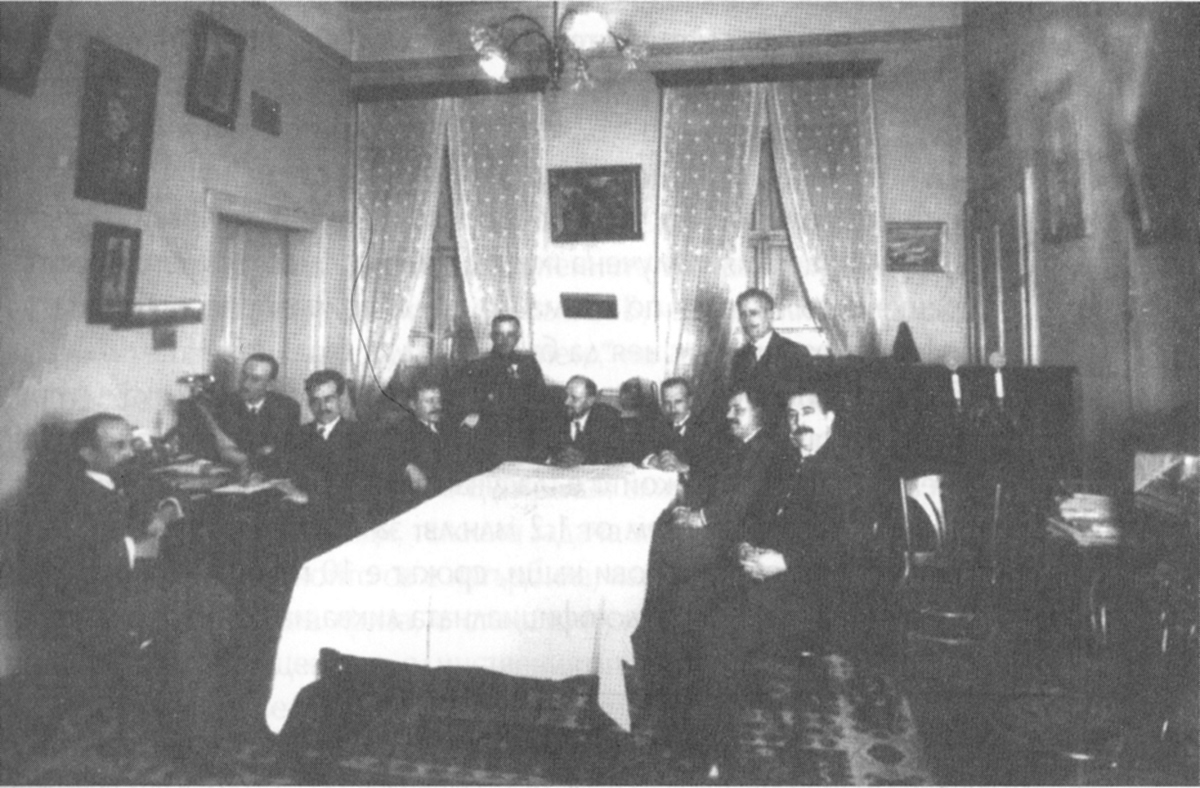
Os líderes do golpe na casa de Ivan Rusev (a imagem foi restaurada).
Da esquerda para a direita: Dimo Kazasov, Kimon Georgiev, Nikola Rachev, Janaki Mollov, Ivan Valkov, Aleksandar Tsankov, Khristo Kalfov, Ivan Rusev, Petar Todorov, Tsvjatko Boboshevski.

O Golpe de Estado na Bulgária de 1923, também conhecido como o Golpe de 9 de Junho (em búlgaro:  Деветоюнски преврат, Devetoyunski prevrat), foi um golpe de Estado na Bulgária implementado pelas forças armadas sob o General Ivan Valkov da União Militar em 9 de junho de 1923. Hesitantemente legitimado por um decreto do czar Bóris III da Bulgária, que derrubou o governo da União Nacional Agrária Búlgara dirigido por Aleksandar Stamboliysky e substituiu-o com um sob Aleksandar Tsankov.

## Antecedentes
O governo agrário de Stamboliski ganhara a inimizade de setores poderosos da sociedade búlgara: os antigos partidos burgueses que temiam cada vez mais a proclamação de uma república agrária, coligados no "Bloco Constitucional"; os social-democratas, alguns militares, reunidos na Liga Militar e, junto com alguns profissionais liberais em oposição as medidas de Stamboliski da "União Nacional", e extremistas da Organização Revolucionária Interna da Macedônia.

## Golpe
O governo não contava com apoio estrangeiro, somente a tardia União Soviética, que através do Comintern ordenou meses de revolta após golpe.
O golpe de Estado, realizado em 9 de junho de 1923, bem organizado, depôs o governo. O primeiro-ministro estava em sua cidade natal, Slavovitsa, e conseguiu se esconder até o dia 14, onde foi descoberto, brutalmente torturado e decapitado.
Em vários lugares, o golpe de Estado encontrou com a oposição de militantes agrários e voluntários comunistas individuais, um evento conhecido na historiografia búlgara como a Insurreição de Junho. O levante foi em grande parte desorganizado em sua essência, sem uma liderança comum e um raio de ação de abrangência nacional. Apesar da atividade revolucionária de grande escala dos rebeldes ao redor de Pleven (que conseguiram capturar), Pazardzhik e Shumen, foi rapidamente esmagada pelo novo governo.
O Partido Comunista Búlgaro não participou na Revolta de Junho, já que considerava tanto o levante como o golpe como uma "luta pelo poder entre a burguesia urbana e rural". O partido preferiu uma postura de neutralidade, no entanto, sob pressão do Comintern, organizou sem sucesso a Revolta de Setembro posteriormente em 1923.